# Isla Krestovski

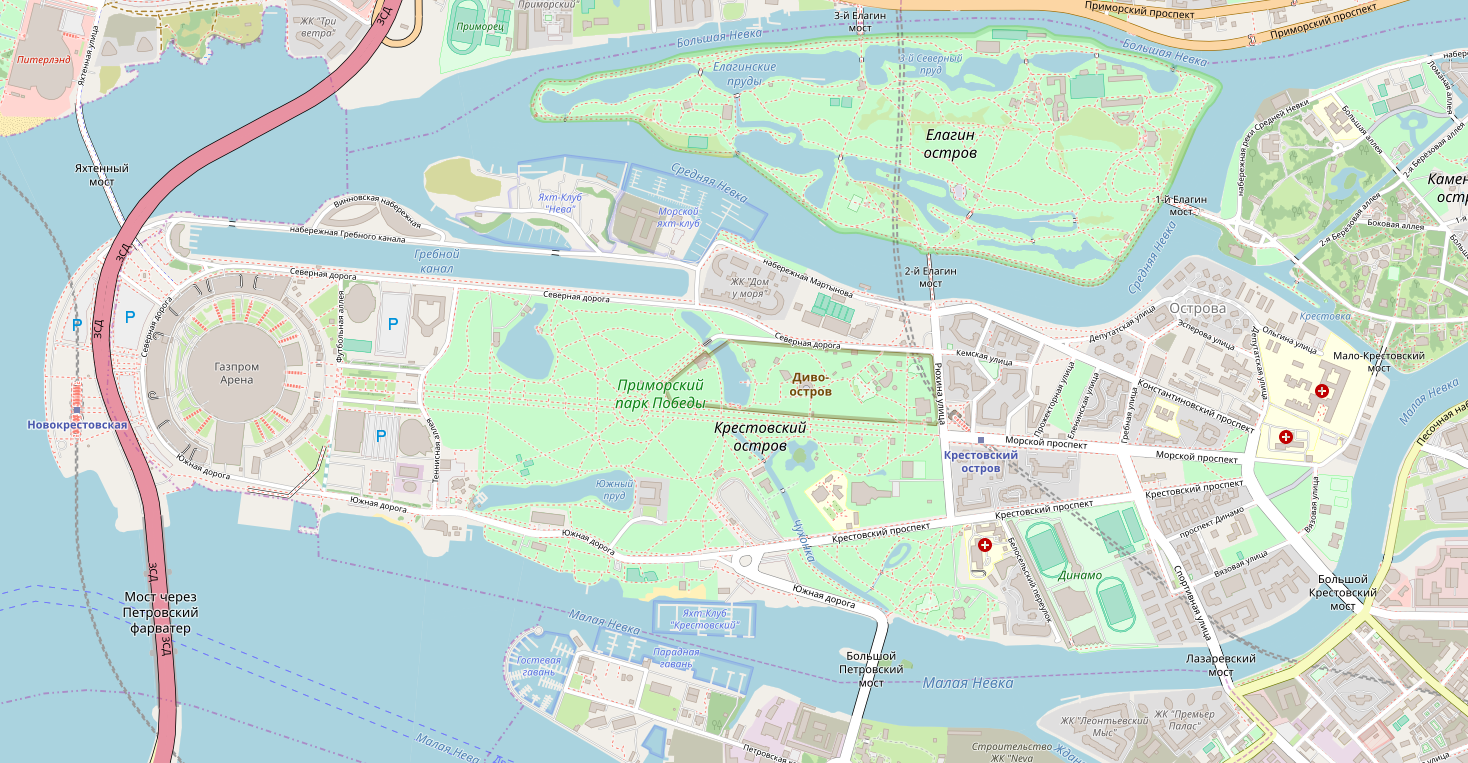
Isla Krestovski

La isla Krestovski (en ruso: Крестовский остров, la isla de la Cruz) es una isla de San Petersburgo, Rusia. Está situada entre los ríos Srédnyaya Nevka, Málaya Nevka y Krestovka, afluentes todos ellos del río Nevá, y tiene 3,4 km² de superficie. La isla cuenta con la estación Krestovski Óstrov del Metro de San Petersburgo que la conecta con la ciudad. La isla era lugar de recreo común para los habitantes de San Petersburgo, especialmente en el siglo XIX, y en ella se encuentra el Parque Victoria Primorski. El club de fútbol de la ciudad, el FC Zenit, construyó en Krestovski su nuevo estadio.